# Arquebusiers de France
Les arquebusiers de France est une association de tir sportif française.

## Histoire
La société a été fondée en 1963 regroupant des tireurs et des collectionneurs d'armes anciennes.

## Organisation
Un Rassemblement National annuel durant  le week-end de l'Ascension :
- 2012 à Chinon[1].
- 2014 à Pérouges[2]